# Kaunergrathütte
Die Kaunergrathütte ist eine Alpenvereinshütte der Sektion Mainz des Deutschen Alpenvereins. Sie liegt in den Ötztaler Alpen südlich der Verpeilspitze und nordöstlich der Watzespitze, dem Hauptgipfel des Kaunergrats, im westlichen Bereich des Gemeindegebiets von St. Leonhard im Pitztal nahe der Grenze zur Gemeinde Kaunertal. Die Hütte ist die höchstgelegene Hütte des Pitztales und befindet sich etwa 200 Meter unterhalb des Madatschjochs, einem Übergang ins Kaunertal. Die Hütte verfügt über keine Materialseilbahn.

## Geschichte
Im Jahr 1903 wurde die Hütte von der Akademischen Sektion Graz des Deutschen und Österreichischen Alpenvereins errichtet. In den vergangenen Jahrzehnten wurde die Hütte mehrfach aus- und umgebaut. Nach 100 Jahren, im Jahr 2003, übernahm die Sektion Mainz des Deutschen Alpenvereins die Hütte und führte die grundlegende Sanierung der Bergsteigerunterkunft fort.

## Zustiege
Vom Pitztal kann die Hütte auf drei unterschiedlichen Wegen erreicht werden. Der einfachste Anstieg führt von Plangeroß in 3½ Stunden zur Hütte. Eine weitere Anstiegsmöglichkeit führt vom Rifflsee, der von Mandarfen mit Seilbahn erreichbar ist, über den Cottbuser Höhenweg in 3 bis 4 Stunden zur Hütte. Eine weitere Anstiegsvariante führt von Trenkwald über die Neururer Alpe, den Mittelberglessee, auf den Saßen und über das Steinbockjoch am Südsporn der Parstleswand. Letzterer Anstieg benötigt ungefähr 5½ Stunden.

## Tourenmöglichkeiten
Die am häufigsten von der Kaunergrathütte erstiegenen Gipfel sind folgende:
- Plangeroßkopf (3053 m), Gehzeit 1 Stunde.
- Parstleswand (3091 m), Gehzeit 1½ Stunden.
- Verpeilspitze (3425 m), Gehzeit 3 Stunden (Kletterschwierigkeit II+).
- Watzespitze (3533 m) über den Ostgrat, Gehzeit 5 Stunden (Kletterschwierigkeit IV).
- Seekarlesschneid (3208 m) über den Westgrat, Gehzeit 3 Stunden (Kletterschwierigkeit II).

Über das Madatschjoch (3020 m) kann in 3½ Stunden die Verpeilhütte erreicht und von dort ins Kaunertal abgestiegen werden.